# Johnny Colt
Charles "Johnny Colt" Brandt (nascido em 1º de maio de 1966, em Cherry Point, Carolina do Norte, Estados Unidos) é um baixista americano.

## Biografia
Colt foi o baixista original da banda The Black Crowes, a qual foi formada em Atlanta, Geórgia. Após deixar a banda, ele fundou o Brand New Immortals, com o guitarrista David Ryan Harris e o baterista Kenny Cresswell. Colt foi baixista da banda americana de rock Train. Ele também se juntou a Tommy Lee, tornando-se o substituto permanente de  Jason Newsted (ex-integrante do Metallica) na banda Rock Star Supernova. Colt já se apresentou várias vezes como DJ, ao lado de Tommy Lee, Rob Wonder e o DJ MB3.
Ele, juntamente com Kenny Cresswell, é dono da companhia de amplificadores, Avatar Events Group, com sede em Atlanta, a qual foi inaugurada em 1995. Avatar Events Group é uma companhia que aluga, produz e estoca instrumentos musicais, e também oferece espaço para ensaio de bandas, além de patrocinar várias bandas e músicos locais e internacionais. 
Junto com o empresário do Train, Thomas O'Keefe, ele abriu o NoDa Studios, um estúdio para ensaio de bandas, em Charlotte, Carolina do Norte, no outono de 2007. Em 2008, Colt fez parte do time de Tommy Lee, no reality show Battle Ground Earth, no qual também estrelou o rapper Ludacris, e foi ao ar no canal TLC. 
Com o produtor executivo do Cartoon Network e do Adult Swim, Michael Ouwleen (Harvey Birdman, Attorney at Law, Space Ghost), Colt também apresenta o programa de rádio Politely Disruptive. O programa também é transmitido pela internet, no site www.1690wmlb.com .
Em 7 de setembro de 2009, Colt estreou como apresentador do reality show At Full Volume, no canal Travel Channel.
Em 2012, ele se tornou o novo baixista da banda de rock Lynyrd Skynyrd, após a saída de Robert Kearns.